# Miniopterus paululus
Miniopterus paululus es una especie de murciélago de la familia Vespertilionidae.

## Distribución geográfica
Se encuentra en Indonesia Malasia Timor Oriental y Filipinas.